# Kubak Belarusi 2017-2018
La Coppa di Bielorussia 2017-2018 (in bielorusso Кубак Беларусі, Kubak Belarusi) è stata la 27ª edizione del torneo. Il torneo è iniziato il 17 maggio 2017 e si è concluso il 19 maggio 2018 con la finale. La Dinamo Brest si è qualificata per i preliminari della UEFA Europa League 2018-2019 vincendo il torneo per la seconda volta consecutiva.

## Primo turno
| Squadra 1      | Risultato | Squadra 2              |
| -------------- | --------- | ---------------------- |
| 17 maggio 2017 |           |                        |
| Livadija       | 1 - 4     | Uzda                   |
| Ivatsevichi    | 5 - 0     | Klečask Kleck          |
| Senno          | 0 - 1     | SMI Autotrans          |
| Baćki          | 1 - 2     | Viktoria Maryina Gorka |

## Secondo turno
| Squadra 1              | Risultato | Squadra 2          |
| ---------------------- | --------- | ------------------ |
| 14 giugno 2017         |           |                    |
| Sdiušor-MTZ-Siabar     | 0 - 1     | Nëman-Ahra Stoŭbcy |
| Grodnensky             | 1 - 5     | Smaljavičy         |
| SDJuShOR-3             | 0 - 8     | Orša               |
| SDJuShOR-8             | 1 - 0     | Asipovičy          |
| Viktoria Maryina Gorka | 1 - 2     | Belšyna            |
| Ivatsevichi            | 0 - 6     | Tarpeda Minsk      |
| Sputnik                | 0 - 3     | Volna Pinsk        |
| Zabudova Maladzečna    | 1 - 0     | Chimik Svetlahorsk |
| Oshmyany               | 1 - 2     | ALF-2007           |
| Energosbyt-BSATU       | 1 - 4     | Baranavičy         |
| YuA-Stroy-DYuSSh       | 2 - 1     | Lida               |
| Uzda                   | 1 - 2     | Hranit Mikašėvičy  |
| SMI Autotrans          | 0 - 6     | Slonim             |
| Sbornaya TF            | 0 - 2     | Ljakamatyŭ Homel'  |
| Lyuban                 | 1 - 2     | Smarhon'           |
| Maladzečna             | 3 - 2     | Zorka-BDU Minsk    |

## Terzo turno
| Squadra 1           | Risultato       | Squadra 2         |
| ------------------- | --------------- | ----------------- |
| 5 luglio 2017       |                 |                   |
| SDJuShOR-8          | 0 - 7           | Nëman             |
| Volna Pinsk         | 0 - 1           | Minsk             |
| 6 luglio 2017       |                 |                   |
| Orša                | 1 - 1 (5-4 dcr) | Slavija-Mazyr     |
| 7 luglio 2017       |                 |                   |
| Smarhon'            | 1 - 4           | Dinamo Brėst      |
| Nëman-Ahra Stoŭbcy  | 1 - 5           | BATĖ Borisov      |
| 8 luglio 2017       |                 |                   |
| Baranavičy          | 0 - 1           | Naftan            |
| Smaljavičy          | 0 - 2           | Tarpeda-BelAZ     |
| Ljakamatyŭ Homel'   | 0 - 1           | Vicebsk           |
| Tarpeda Minsk       | 0 - 0 (2-3 dcr) | Homel'            |
| YuA-Stroy-DYuSSh    | 0 - 3 (dts)     | Sluck             |
| Maladzečna          | 0 - 3           | Krumkačy Minsk    |
| Hranit Mikašėvičy   | 0 - 2           | Haradzeja         |
| 9 luglio 2017       |                 |                   |
| Slonim              | 1 - 1 (4-5 dcr) | Dnjapro Mahilëŭ   |
| Zabudova Maladzečna | 0 - 4           | Dinamo Minsk      |
| Belšyna             | 1 - 4           | Islač             |
| ALF-2007            | 1 - 5           | Šachcër Salihorsk |

## Ottavi di finale
| Squadra 1         | Risultato       | Squadra 2       |
| ----------------- | --------------- | --------------- |
| 22 luglio 2017    |                 |                 |
| Naftan            | 1 - 2           | Krumkačy Minsk  |
| Islač             | 2 - 1 (dts)     | Haradzeja       |
| Nëman             | 1 - 0           | Minsk           |
| 23 luglio 2017    |                 |                 |
| Dinamo Minsk      | 0 - 1           | Dnjapro Mahilëŭ |
| Vicebsk           | 0 - 0 (2-4 dtr) | Sluck           |
| Dinamo Brėst      | 2 - 1           | Homel'          |
| Šachcër Salihorsk | 6 - 0           | Orša            |
| 12 novembre 2017  |                 |                 |
| BATĖ Borisov      | 2 - 1 (dts)     | Tarpeda-BelAZ   |

## Quarti di finale
| Squadra 1                     | Totale     | Squadra 2       | Andata | Ritorno |
| ----------------------------- | ---------- | --------------- | ------ | ------- |
| 11 marzo 2018 / 17 marzo 2018 |            |                 |        |         |
| Krumkačy Minsk                | 0 - 6      | Nëman           | 0 - 3  | 0 - 3   |
| Šachcër Salihorsk             | 3 - 3 (gt) | Dnjapro Mahilëŭ | 3 - 1  | 0 - 2   |
| 14 marzo 2018 / 18 marzo 2018 |            |                 |        |         |
| Dinamo Brėst                  | 4 - 1      | Sluck           | 2 - 0  | 2 - 1   |
| Islač                         | 2 - 4      | BATĖ Borisov    | 1 - 2  | 1 - 2   |

## Semifinali
| Squadra 1                      | Totale | Squadra 2       | Andata | Ritorno |
| ------------------------------ | ------ | --------------- | ------ | ------- |
| 18 aprile 2018 / 2 maggio 2018 |        |                 |        |         |
| BATĖ Borisov                   | 2 - 0  | Nëman           | 2 - 0  | 0 - 0   |
| Dinamo Brėst                   | 6 - 1  | Dnjapro Mahilëŭ | 2 - 0  | 4 - 1   |

## Finale
| Arbitro: | Sergey Tsinkevich |

|                 |           |                                         |
| Ivanić 13’, 49’ | Marcatori | 33’ Mileŭski 76’ Fameyeh 88’ Njachajčyk |